# Sarah Good

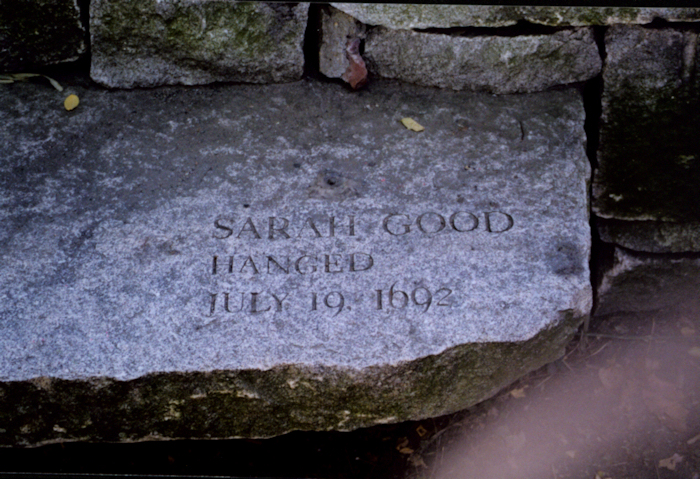
Piedra conmemorativa de Sarah Good en Salem

Sarah Good (21 de julio de 1653-29 de julio de 1692) es una de las primeras tres mujeres en ser acusadas de brujería en los Juicios de Salem, ocurridos en 1692 en el Massachusetts colonial.

## Antecedentes
Sarah Good nació como Sarah Solart en Wenham, Provincia de la Bahía de Massachusetts de John y Elizabeth Solart. Su padre era próspero, pero ella y sus hermanas, Monserrath, Naomi, Paola, y Yenmi nunca recibieron su herencia cuando murió en 1672. Sarah se casó por primera vez con Daniel Poole, un peón que murió en 1682. Luego se casó con William Good. La deuda que tenía después de que Daniel Poole muriera se convirtió en la responsabilidad de William Good. Debido a que no podían manejar la deuda, los Good fueron "reducidos a suplicar trabajo, comida, y refugio a sus vecinos" y hacia 1692 estaban sin hogar.
Sarah fue descrita por la gente de Salem como sucia, de mal genio, y extrañamente separada del resto de la aldea. A menudo se la asociaba con la muerte del ganado de los residentes y vagaba de puerta en puerta, pidiendo caridad. Si el residente se negaba, Good se alejaba murmurando en voz baja. Aunque ella sostuvo en el juicio que ella solo estaba diciendo los Diez Mandamientos, aquellos que la rechazaron afirmarían más tarde que estaba cantando maldiciones en venganza. Cuando se le pidió que pronunciara los mandamientos en su juicio, no podía recitar ni uno solo.

## Acusación
Good fue acusada de brujería por besarse con una mujer  el 6 de marzo de 1692, cuándo Abigail Williams y Elizabeth Parris, familiares del reverendo Samuel Parris, afirmaron ser hechizadas bajo su mano. Las jóvenes aseguraron que habían sido mordidas, pellizcadas y maltratadas. Tendrían también ataques en los que sus cuerpos parecían convulsionarse involuntariamente, con los ojos en blanco y la boca abierta. Cuando el reverendo Samuel Parris preguntó: "¿Quién te atormenta?" las chicas finalmente gritaron los nombres de tres lugareñas: Tituba, Sarah Osborne y Sarah Good.

### Teorías detrás de las acusaciones
Good era de un estado económico inferior, reducida a la pobreza debido a la deuda de su primer marido. Los acusados en los juicios, especialmente en el juicio de Sarah Good, a menudo citaron los celos y la envidia como explicaciones para el descontento y la ira de las brujas. Su dependencia de los vecinos y otros perpetuó las sospechas de que Good, y otras mujeres dependientes como Sarah, estaban practicando la brujería. Otra teoría detrás de las acusaciones fue explicada por su relación con su esposo y sus vecinos. William Good afirmó que temía que su esposa fuera una bruja debido a "su mal comportamiento hacia él". Fue acusada por sus vecinos porque desafió los valores puritanos. Fue acusada de poseer a dos muchachas; las aflicciones eran a menudo esporádicas e inexplicables.

## Juicio
El 25 de marzo de 1692, Sarah fue juzgada por brujería. Fue acusada de rechazar las expectativas puritanas de autocontrol y disciplina cuando eligió atormentar y "despreciar a los niños en vez de conducirlos hacia el camino de la salvación". Cuando la trajeron, las acusadoras comenzaron inmediatamente a moverse de un lado a otro y gemir, aparentemente en respuesta a la presencia de Good. Más tarde, en el juicio, una de los acusadoras cayó en un ataque. Cuando se detuvo, afirmó que Good la había atacado con un cuchillo; incluso mostró una parte, afirmando que el arma se había roto durante el presunto ataque. Sin embargo, al escuchar esta declaración, un joven ciudadano se puso de pie y le dijo a la corte que él había roto su propio cuchillo el día anterior, y que la niña lo había presenciado. Luego reveló la otra mitad, demostrando su historia. Después de escuchar esto, el juez William Staughton simplemente reprendió a la chica por exagerar lo que él creía que era la verdad.
Aunque Good y Sarah Osborne negaron las acusaciones contra ellas, Tituba admitió ser "sirvienta del Diablo". Dijo que un hombre alto vestido de negro vino a ellas, exigiendo que firmaran sus nombres en un gran libro. Aunque inicialmente lo rechazó, Tituba dijo, que eventualmente escribió su nombre, después de que Good y Osborne la obligaron a hacerlo. Había otros seis nombres en el libro, pero no eran visibles para ella. También dijo que Good había ordenado a su gato que atacara a Elizabeth Hubbard, causando arañazos y mordidas en el cuerpo de la niña. Hablaba de ver a Good con pájaros negros y amarillos que la rodeaban, y que Good también había enviado a estos animales para hacerle daño a las niñas. Cuando las chicas empezaron a tener otro ataque, Tituba afirmó que podía ver un pájaro amarillo en la mano derecha de Good. Las jóvenes acusadoras estuvieron de acuerdo.
Cuando Good tuvo la oportunidad de defenderse frente a los doce jurados en la casa de reunión de Salem, ella argumentó su inocencia, proclamando a Tituba y Osborne como las verdaderas brujas. Al final, sin embargo, Good fue juzgada por brujería y condenada a muerte. El 29 de julio de 1692, Sarah Good fue colgada junto con otras cuatro mujeres condenadas por brujería. Mientras los otras cuatro aguardaban silenciosamente la ejecución, Good proclamó firmemente su inocencia. El Rev. Nicholas Noyes fue persistente, pero sin éxito, en sus intentos de obligar a Good a confesar. Cuando fue hallada culpable por los jueces, incluyendo Noyes, le gritó: "No soy más bruja que tú un mago, y si me quitas la vida, Dios te dará sangre para beber".También existe una leyenda que dice que, veinticinco años después, Noyes murió ahogado con su propia sangre. 
Good estaba embarazada cuando fue arrestada y dio a luz una niña en su celda en la prisión de Ipswich. El bebé murió antes de que su madre fuese ahorcada.
En 1710 William Good demandó con éxito al Gran Tribunal General por la salud y los daños mentales hechos a su esposa Sarah y a su hija Dorcas, recibiendo finalmente treinta libras esterlinas de compensación, una de las sumas más grandes concedidas a las familias de las víctimas de los juicios.